# Jeremiah B. Howell
Jeremiah B. Howell (Providence, 1771. augusztus 28. – Providence, 1822. február 5.) az Amerikai Egyesült Államok szenátora (Rhode Island, 1811–1817).